# シックス・デイ
『シックス・デイ』（The 6th Day）は、アーノルド・シュワルツェネッガー主演で2000年公開のアメリカ映画・SF映画。
日本版のポスター等でのキャッチコピーは、「2010年ーあなたはふたりいる」「未来を止めろ!」。

## あらすじ
2010年、クローン技術の発達によって様々な動物がクローンで生み出され、人間の生活を豊かなものにしていた。ただし、創世記で神が人間を創った日に由来する法律「6d法」により、人間のクローンを作ることは禁じられていた。
ある日、ヘリコプターのパイロットであるアダム・ギブソンは、自分の誕生日の夜に仕事を終えて自宅に戻った。その時、彼は信じられない光景を目撃した。なんと、もう一人の自分が家族と誕生日を祝っていたのだ。
戸惑っているところに見知らぬ二人組が現れ、家にいるのは自分のクローンだと教えられる。いったい誰が何の目的で自分のクローンを作ったのか。自分の家庭と生活を取り戻すため、アダムは奔走する。

## 登場人物
アダム・ギブソン
本作の主人公で、民間のヘリコプター会社を経営している。妻との間に1女。平凡で幸せな家庭を築いていたが、ある日、自分とそっくりな男が家族と誕生日を祝っているのを目にし、その直後、謎の暗殺者集団に命を狙われる羽目になる。リペット等のクローンは嫌っており、「どんな動物にも死は必ず訪れる」と言う考えの持ち主。
マイケル・ドラッカー
フットボールチーム・ロードランナーズのオーナーであり、億万長者。ウィアー博士のクローン事業に莫大な出資をしており、人間のクローンの製造に賛成し、法改正を働きかけている。
ハンク・モーガン
アダムの相棒。軽薄でスケベな一面が目立つが、ヘリコプターの操縦技術はアダムにも劣らない。アダムと協力するがトリップに殺害される。
マーシャル
表向きは7分署の警部だが、実際にはドラッカーからの指示でクローンの暗殺を行う暗殺者集団のリーダー。自分のクローンを目撃したアダムの暗殺を企み、執拗に付け狙う。慎重で神経質。
タリア
暗殺者集団のメンバー。ボブカットの美女だが、冷酷な性質で、殺人を一切厭わない。
ヴィンセント
暗殺者集団のメンバーで、粗暴で暴力的な大柄な黒人男性。
ワイリー
暗殺者集団のメンバーで、口と鼻にピアスをつけた軽薄な男。仕事に関してもミスが多く、メンバーから叱責されることが多い。
ナタリー・ギブソン
アダムの妻。アダム同様に遅く産んだ娘・クララを溺愛しているが、病死した愛犬・オリバーのリペットを巡ってアダムと対立する。
クララ・ギブソン
アダムとナタリーの一人娘。8歳で、まだまだ年相応に甘えん坊。シムドールを欲しがっている。
グリフィン・ウィアー博士
医学博士。臓器移植研究所の所長で、表向きは臓器のクローン技術を提供・開発しているが、その裏では唯一非合法である人間のクローンを行っている。違法なクローン事業に手を染めてはいるものの、博士本人は殺生は好まない。
ジョニー・フェニックス
フットボールチーム・ロードランナーズのスター選手。

## キャスト
| 役名                         | 俳優                             | 日本語吹替                                     | 日本語吹替 |
| 役名                         | 俳優                             | ソフト版                                       | 日本テレビ版 |
| ---------------------------- | -------------------------------- | ---------------------------------------------- | --- |
| アダム・ギブソン             | アーノルド・シュワルツェネッガー | 玄田哲章                                       | 玄田哲章 |
| ハンク・モーガン             | マイケル・ラパポート             | 後藤哲夫                                       | 清水明彦 |
| マイケル・ドラッカー         | トニー・ゴールドウィン           | 牛山茂                                         | 鈴置洋孝 |
| ロバート・マーシャル         | マイケル・ルーカー               | 宝亀克寿                                       | 立木文彦 |
| タリア・エルスワース         | サラ・ウィンター                 | 唐沢潤                                         | 唐沢潤 |
| ナタリー・ギブソン           | ウェンディ・クルーソン           | 藤生聖子                                       | 野沢由香里 |
| P・ワイリー                  | ロドニー・ローランド             | 成田剣                                         | 矢尾一樹 |
| ヴィンセント                 | テリー・クルーズ                 | 天田益男                                       | 大友龍三郎 |
| 下院議長                     | ケン・ポーグ                     | 石波義人                                       | 三木敏彦 |
| トリップ                     | コリン・カニンガム               | 大黒和広                                       | 谷昌樹 |
| グリフィン・ウィアー博士     | ロバート・デュヴァル             | 佐々木敏                                       | 大木民夫 |
| キャサリン・ウィアー         | ワンダ・キャノン                 | 渡辺多美子                                     | 鈴木弘子 |
| クララ・ギブソン             | テイラー・アン・リード           | 杉原美和                                       | 川田妙子 |
| ヴァーチャル・ガールフレンド | ジェニファー・ガレイス           | 雨蘭咲木子                                     | 雨蘭咲木子 |
| ジョニー・フェニックス       | スティーブ・バシック             | 水野光太                                       | |
| バーチャル精神科医           | ウォルター・フォン・ヒューネ     | 山﨑秀樹                                       | |
| シンディ人形の声             | アンドリア・リブマン             |                                                | 金田朋子 |
| その他                       |                                  | 根本泰彦 季園知依 清水敏孝 岡本章子 吉川亜紀子 | 広瀬正志 山口太郎 佐藤あかり 巻島康一 後藤敦 石井隆夫 永田博丈 林佳代子 村治学 渡辺美佐 堀江真理子 加藤沙織 吉田孝 杉本ゆう 高越昭紀 |
| 日本語版制作スタッフ         |                                  |                                                | |
| 演出                         |                                  | 松川陸                                         | 中野洋志 |
| 翻訳                         |                                  | 芝谷真由美                                     | 栗原とみ子 |
| 調整                         |                                  | 兼子芳博                                       | 蝦名恭範 |
| 制作                         |                                  | ニュージャパンフィルム                         | ACクリエイト |
| 初回放送                     |                                  |                                                | 2002年3月1日 『金曜ロードショー』 |

## スタッフ
- 監督：ロジャー・スポティスウッド
- 製作総指揮：デヴィッド・コーツワース、ダニエル・ペトリー・ジュニア
- 製作：ジョン・デイヴィソン、マイク・メダヴォイ、アーノルド・シュワルツェネッガー
- 脚本：コーマック・ウィバリー、マリアンヌ・ウィバリー
- 音楽：トレヴァー・ラビン
- 撮影：ピエール・ミニョー

## 評価
レビュー・アグリゲーターのRotten Tomatoesでは117件のレビューで支持率は40%、平均点は5.20/10となった。Metacriticでは30件のレビューを基に加重平均値が49/100となった。

## エピソード
- 第21回ゴールデンラズベリー賞で、アーノルド・シュワルツェネッガーは本物のアダム・ギブソン役として最低主演男優賞にノミネート、クローンのアダム・ギブソン役として最低助演男優賞にノミネートされた。また、一人で最低スクリーンカップル賞にもノミネートされた。
- シュワルツェネッガーが『ターミネーター』(1984年)で発言したセリフ「I'll be back（また戻ってくる）」は、シュワルツェネッガーのトレードマークとなり、その後の出演作で同じセリフを言うシチュエーションが多用されているが、今作ではRePetのストアを出るシーンで「I might be back」と少し形を変えて使われている[5]。